# Mihaela Runceanu
Mihaela Valentina Runceanu (n. 4 mai 1955, Buzău, România – d. 1 noiembrie 1989, București, România) a fost o interpretă română de muzică ușoară și profesoară de canto la Școala Populară de Artă din București. 

## Biografie
Valentina-Mihaela Runceanu s-a născut pe 4 mai 1955, în orașul Buzău, fiica lui Nicolae și a Lenuței Runceanu. În 1970, a absolvit cursurile la școala elementară de pe lângă Liceul de muzică și arte plastice din Buzău. Profesor de vioară: Eufrosina Tomescu, soția directorului școlii, Constantin Tomescu. Urmează Liceul de muzică și arte plastice din Buzău, pe care îl absolvă, ca șef de promoție, în 1974. În perioada liceului, cântă în orchestra simfonică a orașului, care se afla pe lângă Casa orășenească de cultură. Alături de Orchestra Simfonică din Buzău, efectuează un turneu de câteva săptămâni în Cehoslovacia și în Ungaria. În 1973 câștigă Premiul I la concursul „Tinerețea Buzoiană”, cu piesa „Anilor” de Petre Magdin, prima recunoaștere publică a vocației de solist de muzică ușoară. În 1974 este admisă la Conservatorul de muzică „Ciprian Porumbescu” (clasa profesor Victor Giuleanu), cu media 9,95, urmează, în paralel, cursurile școlii Populare de Artă din București (pe care o absolvă în 1977), clasa de canto condusă de profesoara Nina Bercaru.
În 1975 câștigă Trofeul „Steaua litoralului”, Constanța, obține Premiul I la Festivalul „Constelații vâlcene”, Râmnicu Vâlcea și debuteză la Radio cu o piesă, în primă audiție, a compozitorului George Grigoriu. În februarie 1976, Mihaela Runceanu trece cu 10 pe linie prima etapă a concursului TV „Steaua fără nume”. În 1976, Premiul al II-lea la „Festivalul artei studențești” din Galați, Premiul al II-lea la concursul „București’76”. La cea de-a IX-a ediție a „Festivalului tinereții de la Amara”, care s-a desfășurat în stațiunea Amara (Ialomița) în perioada 5-8 august 1976, Mihaela Runceanu câștigă „Trofeul Tinereții”. În 1978, Mihaela Runceanu absolvă Conservatorul de muzică „Ciprian Porumbescu”, Facultatea de pedagogie, muzicologie, compoziție, cu lucrarea „Muzica ușoară românească și rolul său în societatea contemporană” – coordonator prof. Al. Leahu. În perioada 1978-1979, activează ca profesoară de vioară la Școala generală de muzică din Brăila. Cântă cu formațiile „Solaris” și „Mefisto” din localitate. În perioada 1979-1980, activează ca profesoară de vioară la Liceul de muzică și arte plastice din Buzău, pe care îl absolvise cu numai șase ani în urmă. Face parte din formația „Nona”, condusă de profesorul Xenti Stănescu.
În toamna anului 1980, Mihaela Runceanu devine profesoară la Școala Populară de Artă din București. Corepetitor la aceeași clasă, compozitorul Ionel Tudor. Dintre cei care i-au fost elevi se numără: Marina Florea, Silvia Dumitrescu, Dana Dorian, Gianina Olaru, Carmen Trandafir, Adrian Enache, Mădălina Manole, Nicola, Paula Mitrache, Miki (fosta solista a trupei K-pital), Maria Botta, Marinela Chelaru de la grupul „Vouă” ș.a. În perioada 1980-1989, Mihaela Runceanu cântă la unele dintre cele mai renumite restaurante din București, cum ar fi: „Intercontinental”, „București”, „Continental”, „Salonul spaniol”, „Dorobanți”, „Melody”, precum și la „Internațional” Sinaia și Timișoara. De asemenea, în fiecare vară, în timpul vacanțelor, cântă pe litoral numai la restaurante de mâna întâi (ex: „Barul Paradis” din Jupiter). În 1984, melodia „E-adevărat, iubirea mea”, preluată din repertoriul internațional, devine primul mare succes al Mihaelei Runceanu.
La concursul „Melodii’ 84” (care a avut loc la începutul anului 1985), melodia „Să crezi în dragostea mea” (Ion Cristinoiu/Roxana Popescu) obține premiul I la secțiunea "Prime audiții". Acesta este momentul în care Mihaela Runceanu devine una dintre cele mai apreciate și de succes soliste ale României. Începând cu 1985, Mihaela Runceanu participă la un număr mare de spectacole organizate în București (în special la Sala Radio sau Sala Polivalentă) sau în provincie, numele ei devenind, prin ani, o garanție sigură a calității spectacolelor respective. Este solicitată tot mai des pentru înregistrări la Radio, Televiziunea Română și Electrecord. A efectuat turnee în: Cehoslovacia (1973), Ungaria (1973), Bulgaria, URSS (1984), Cuba (1985) și RDG (1987).

## Moartea
Pe data de 28 octombrie 1989, Mihaela Runceanu participă la spectacolul-maraton de mare succes „Start Melodii’ 89”, care are loc la Sala Radio. Mihaela Runceanu are un succes fantastic fiind bisată de trei ori. De emoție, Mihaela va îngenunchea la aplauzele publicului. Acesta este ultimul spectacol susținut de Mihaela Runceanu. Pe 30 octombrie 1989, a apărut la Electrecord, „Pentru voi, muguri noi”, cel de-al treilea disc al artistei.
Pe 1 noiembrie, în jurul orei 1:00 a.m., Mihaela Runceanu este asasinată în garsoniera sa din București, situată pe Șoseaua Mihai Bravu. Pe data de 2 noiembrie, la doar 36 de ore de la comiterea crimei, Daniel Cosmin Ștefănescu este prins și arestat. Pe 4 noiembrie 1989 Mihaela Runceanu este înmormântată la cimitirul „Dumbrava” din Buzău.

## Post-mortem
În mai 1990 se naște Fan-Club-ul „Mihaela Runceanu”, înființat de ziaristul Mihai Bogatu. Primul Fan-Club din România. Cu această ocazie, Mihai Bogatu publică broșura „Adevărul în cazul Mihaela Runceanu”. În 1991, apare cartea „Mihaela Runceanu – Un cântec ucis”), scrisă de Nicolae Peneș și publicată la Editura Monteoru. Cartea va fi reeditată în 1993, la Editura „Divers Press” din București. Tot în 1991 apare cartea „Pagini din procesul asasinului Mihaelei Runceanu”, scrisă de Nicolae Peneș. Cartea reunește laolaltă toate relatările procesului crimei care au apărut în ziarul „Senator” din Buzău.
În perioada 24-26 mai 1991 are loc, la Buzău, prima ediție a Festivalul de muzică ușoară „Mihaela Runceanu”. În luna noiembrie 2004, Mihaela Runceanu a fost declarată post-mortem cetățean de onoare al municipiului Buzău. Distincția a fost atribuită de consilierii locali. La ședința ordinară, același titlu a fost acordat altor 13 personalități. Printre ei se numără: scriitorii Nicolae Peneș și Radu Cârneci, muzeograful Valeriu Nicolescu, regizorul Nicolae Cabel și jurnalistul Dumitru Ion Dincă. La propunerea grupului Opoziției din Consiliul Local, pe lista cetățenilor de onoare ai orașului Buzău a fost trecută și regretata voce a muzicii ușoare românești.
În 2009, cu ocazia comemorării a 20 de ani de la dispariția solistei și profesoarei de canto muzică ușoară Mihaela Runceanu, Asociația Culturală „Fan Club Mihaela Runceanu” din București a organizat în ziua de duminică, 1 noiembrie 2009, la Casa de Cultura a Studenților (Grigore Preoteasa – Calea Plevnei, nr. 61) manifestarea comemorativă intitulată „EU NU TE-AM UITAT”. Spectacolul în sine a fost un omagiu adus Mihaelei de nume cunoscute ale scenei muzicale și de foști elevi ai ei, precum: Amadeus, Silvia Dumitrescu, Marina Florea, Adrian Enache, Daniel Iordachioaie, Viorela Filip, Carmen Trandafir, Miki, Maria Botta, Andreea Runceanu, Xenti Runceanu, George Nicolescu, dar și de soliști care s-au format în cadrul Fan Club-ului, precum: Francesca Nistor, Catalin Magdalinis, Ioana Nanasi, Corina Teodorescu și Aurel Toma.
Pe 9 mai 2010, Casa de Cultura a Studenților din București și Asociația Culturală „Fan Club Mihaela Runceanu” au organizat concertul de muzică ușoară românească Noi nu te-am uitat, dedicat zilei de naștere a Mihaelei Runceanu. A fost un regal muzical, onorat de mari interpreți, precum: Gabriel Cotabiță, Silvia Dumitrescu, Marina Florea, Catalin Magdalinis, George Nicolescu, Maria Radu, Xenti și Andreea Runceanu, Carmen Trandafir ș.a. Pe 4 noiembrie 2010, la Casa de Cultură a Studenților din București a avut loc spectacolul „Pentru voi, muguri noi”, dedicat Mihaelei Runceanu, de la a cărei dispariție s-au împlinit 21 ani, pe data de 1 noiembrie. Spectacolul a fost organizat de către Casa de Cultură a Studenților din București și Fan Club-ul „Mihaela Runceanu”, inițiatori fiind Andreea Runceanu, Xenti Runceanu și Mihai Bogatu. Spectacolul a fost un imens succes. Au participat Trupa Amadeus, Xenti Runceanu, Alina Sorescu, Vlad Miriță, Irina Popa, Minodora Dedis, Ioana Sandu, Marian Stere, Cătălin Magdalinis, Radu Ion, Aurel Toma etc. Momentele de vârf ale spectacolului au fost apariția Stelei Enache și recitalurile extraordinare susținute de Corina Chiriac și Silvia Dumitrescu.

## Premii obținute la Festivalurile „Mamaia” și „Melodiile anului”
Mamaia’76 – „De-ar fi fost să fiu” (George Grigoriu / Mircea Block) – Premiul I  
Mamaia’88 – „Cât aș fi vrut să te chem” (Alexandru Willmany / Angel Grigoriu) – Mențiune
Melodii’84 (14-17 februarie 1985) – Secțiunea „Muzică de dans în primă audiție”, „Să crezi în dragostea mea” (Ion Cristinoiu / Roxana Popescu) – Premiul I
Melodii’85 (13-16 februarie 1986) – Secțiunea „Muzică de dans, în primă audiție”, „De-ar fi să vii” (Alexandru Willmany / Roxana Popescu) – Premiul Juriului
Secțiunea „Din melodiile anului 1985”: „Să crezi în dragostea mea” (Ion Cristinoiu / RoxanaPopescu) – Premiul Juriului 
Melodii’86 (30 ianuarie - 1 februarie 1987) – „De-ar fi să vii” (Alexandru Willmany / Roxana Popescu) – Laureată 
Melodii’87 (11-13 martie 1988) – „Să învingă dragostea” (Dan Pavelescu / Eugen Rotaru) – duet cu George Nicolescu – Laureată

## Discografie[12]
I. Mihaela Runceanu (1983, Electrecord ST EDC 10757) – disc single
- 1. Luna (Vasile Veselovschi / Mihai Maximilian)
- 2. Ce frumos am visat (Dan Beizadea) / (Ion Preda)

II. Mihaela Runceanu (1987, Electrecord ST EDE 03202)
- 1. E adevărat iubirea mea (repertoriul internațional / Roxana Popescu)
- 2. De-ar fi să vii (Alexandru Wilmany / Roxana Popescu)
- 3. Să crezi în dragostea mea (Ion Cristinoiu / Roxana Popescu)
- 4. Iartă (Ion Cristinoiu / Roxana Popescu)
- 5. Nu te ascunde (Cornel Fugaru / Dan V. Dumitriu)
- 6. Nu, nu mai vreau să știu (Dan Dimitriu / Eugen Rotaru)
- 7. Cu fiecare stea (Mihai Grigoriu / Romeo Iorgulescu)
- 8. Nu știu nici eu (Gh.E.Marian / Aurel Felea)
- 9. Haide spune (Viorel Gavrilă / Roxana Popescu)

III. Pentru voi, muguri noi (1989, Electrecord ST EDE 03627 )
- 1. Pentru voi, muguri noi (Ionel Bratu Voicescu / George Țărnea)
- 2. Conga (repertoriul internațional / Mala Bărbulescu)
- 3. Clipe ce dor (Eugen Mihăescu / Vasile Bucuroiu)
- 4. A doua zi (Dinu Giurgiu / Dan Verona)
- 5. Eu nu te-am uitat (cover Scorpions-still loving you / Roxana Popescu)
- 6. Fericirea are chipul tău (Marcel Dragomir / Eugen Rotaru)
- 7. Dacă totuși vei pleca (Zoltan Boroș / Dumitru Popescu-Chiselet)
- 8. Să fim copii (Dinu Giurgiu / Dan V. Dumitriu)

(Varianta casetei audio STC 00597)
- 1. Pentru voi, muguri noi (Ionel Bratu Voicescu/ George Țărnea)
- 2. Eu nu te-am uitat (Scorpions / Roxana Popescu)
- 3. Fericirea are chipul tău (Marcel Dragomir/Eugen Rotaru)
- 4. Iartă (Ion Cristinoiu/ Roxana Popescu)
- 5. Cât aș fi vrut să te chem (Alexandru Wilmany/Angel Grigoriu)
- 6. E adevărat iubirea mea (repertoriul internațional/Roxana Popescu)
- 7. A doua zi (Dinu Giurgiu/Dan Verona)
- 8. Conga (repertoriul internațional/Mala Bărbulescu)
- 9.  Dacă totuși vei pleca (Zoltan Boroș/Dumitru Popescu-Chiselet)
- 10. Clipe ce dor (Eugen Mihăescu/Vasile Bucuroiu)
- 11. Să fim copii (Dinu Giurgiu/Dan V. Dumitriu)

Postum IV. Vom fi mereu (1999, Electrecord EDC 334)
- 1.  Viața începe cu tine (Virgil Popescu / Angel Grigoriu, Romeo Iorgulescu)
- 2. Un bilet pentru o călătorie (repertoriul internațional / Flavia Buref)
- 3. Speranțe vis, speranțe flori (George Grigoriu / Andreea Andrei)
- 4. E adevărat iubirea mea (repertoriul internațional / Roxana Popescu)
- 5. Zborul vântului (Viorel Gavrilă / Roxana Popescu)
- 6. Nu, nu mai vreau să știu (Dan Dimitriu / Eugen Rotaru)
- 7. De-ar fi să vii (Alexandru Wilmany / Roxana Popescu)
- 8. Iartă! (Ion Cristinoiu / Roxana Popescu)
- 9. Să fim copii (Dinu Giurgiu / Dan V. Dumitriu)
- 10. Pentru voi, muguri noi (Ionel Bratu Voicescu / (George Țărnea)
- 11. Adevărul florilor (Zoltan Boroș / Dumitru Popescu Chiselet)
- 12. Clipe ce dor (Eugen Mihăescu / Vasile Bucuroiu)
- 13. Haide, spune (Viorel Gavrilă / Roxana Popescu)
- 14. Conga (repertoriul internațional / Mala Bărbulescu)
- 15. Eu nu te-am uitat (repertoriul internațional / Roxana Popescu)
- 16. Fericirea are chipul tău (Marcel Dragomir / Eugen Rotaru)
- 17. Cântă iubirea (Zoltan Boroș / Dumitru Popescu Chiselet)
- 18. Dacă omul poate fi (Alexandru Simu / Eugen Dumitru)

V. Mihaela Runceanu - Ediție de colecție, vol.31 (Jurnalul Național, 2007):
- 1. E adevărat iubirea mea (repertoriul internațional / Roxana Popescu)
- 2. Speranțe vis, speranțe flori (George Grigoriu / Andreea Andrei)
- 3. Haide, spune (Viorel Gavrilă / Roxana Popescu)
- 4. De-ar fi să vii (Alexandru Wilmany / Roxana Popescu)
- 5. Viața începe cu tine (Virgil Popescu / Angel grigoriu, Romeo Iorgulescu)
- 6. Conga (repertoriul internațional / Mala Bărbulescu)
- 7. Să crezi în dragostea mea (Ion Cristinoiu / Roxana Popescu)
- 8. Clipe ce dor (Eugen Mihăescu / Valeriu Bucuroiu)
- 9. Să fim copii (Dinu Giurgiu / Dan V. Dumitriu)
- 10. Zborul vântului (Viorel Gavrilă / Roxana Popescu)
- 11. Fericirea are chipul tău (Marcel Dragomir / Eugen Rotaru)
- 12. Acasă (Dan Ardelean / Aurel Storin)
- 13. Cât aș fi vrut să te chem (Alexandru Wilmany/Angel Grigoriu)
- 14. Cântă iubirea (Zoltan Boroș / Dumitru Popescu Chiselet)
- 15. Dacă totuși vei pleca (Zoltan Boroș / Dumitru Popescu-Chiselet)
- 16. Eu nu te-am uitat (cover Scorpions-still loving you / Roxana Popescu)
- 17. Iartă! (Ion Cristinoiu / Roxana Popescu)
- 18. A doua zi (Dinu Giurgiu / Dan Verona)
- 19. Dacă omul poate fi (Alexandru Simu / Eugen Dumitru)
- 20. Pentru voi, muguri noi (Ionel Bratu Voicescu / George Țărnea)

VI. Mihaela Runceanu & Roxana Popescu (2010, Electrecord EDC 965):
Mihaela Runceanu
- 1. E adevărat iubirea mea (repertoriul internațional / Roxana Popescu)
- 2. Dacă totuși vei pleca (Zoltan Boroș / Dumitru Popescu-Chiselet)
- 3. De-ar fi să vii (Alexandru Wilmany / Roxana Popescu)
- 4. Să crezi în dragostea mea (Ion Cristinoiu / Roxana Popescu)
- 5. Iartă! (Ion Cristinoiu / Roxana Popescu)
- 6. Ce poate fi mai trist ca despărțirea (Zsolt Kerestely/Nicolae Niță)
- 7. Eu nu te-am uitat (cover Scorpions - still loving you / Roxana Popescu)
- 8. Zborul vântului (Viorel Gavrilă / Roxana Popescu)
- 9. A doua zi (Dinu Giurgiu/Dan Verona)
- 10. Cineva te iubește (Alexandru Wilmany/Roxana Popescu)
- 11. Nu știu cum m-am îndragostit (Viorel Gavrilă/Roxana Popescu)
- 12. Haide, spune (Viorel Gavrilă / Roxana Popescu)
- 13. Cu fiecare stea (Mihai Grigoriu / Romeo Iorgulescu)
- 14. De câte ori îți spun la revedere (Marcel Dragomir/Roxana Popescu).

Roxana Popescu 
- 15.  Clipa care vine (Laurentiu Profeta/Roxana Popescu)
- 16. Vis al dragostei dintâi (Ion Cristinoiu)
- 17. De dorul meu vei reveni (Camelia Dăscălescu/Roxana Popescu)
- 18. Vreau sa vii lângă mine (Laurentiu Profeta/Eugen Rotaru)

VII. Iartă (2013, Electrecord EDC 1065) 
- 1. De-ar fi să vii (Alexandru Wilmany / Roxana Popescu)
- 2. Fericirea are chipul tău (Marcel Dragomir / Eugen Rotaru)
- 3. Iartă! (Ion Cristinoiu / Roxana Popescu)
- 4. A doua zi (Dinu Giurgiu / Dan Verona)
- 5. Cineva te iubește! (Alexandru Wilmany / Roxana Popescu)
- 6. E-adevărat, iubirea mea (J. Diamond, L. Russell Brown / Roxana Popescu)
- 7. Haide, spune! (Viorel Gavrilă / Roxana Popescu)
- 8. Să crezi în dragostea mea (Ion Cristinoiu / Roxana Popescu)
- 9. Viața începe cu tine (Virgil Popescu / Angel Grigoriu & Romeo Iorgulescu)
- 10. Cât aș fi vrut să te chem (Alexandru Wilmany / Angel Grigoriu)
- 11. Nu te ascunde (Cornel Fugaru / Dan V. Dumitriu)
- 12. Cu fiecare stea (Mihai Grigoriu / Romeo Iorgulescu)
- 13. Dacă totuși vei pleca (Zoltan Boroș / Dumitru Popescu-Chiselet)
- 14. Nu știu nici eu (Gheorghe E. Marian / Aurel Felea)
- 15. Un bilet pentru o călătorie (J. Keller, H. Hunter / Flavia Buref)
- 16. De câte ori îți spun la revedere (Marcel Dragomir / Roxana Popescu)
- 17. Eu nu te-am uitat (R. Schenker, K. Meine / Roxana Popescu)